# Live in Liverpool (альбом Echo & the Bunnymen)
Live in Liverpool — живий альбом англійської групи Echo & the Bunnymen, який був випущений 6 червня 2002 року.

## Композиції
1. Rescue – 4:24
2. Lips Like Sugar – 4:12
3. King of Kings – 3:52
4. Never Stop – 3:42
5. Seven Seas – 3:01
6. Buried Alive – 3:55
7. SuperMellow Man – 4:00
8. My Kingdom – 3:39
9. Zimbo (All My Colours) – 4:11
10. All That Jazz - 2:58
11. An Eternity Turns – 3:21
12. The Back of Love – 3:04
13. The Killing Moon – 4:58
14. The Cutter – 3:51
15. Over the Wall – 6:44
16. Nothing Lasts Forever – 3:52
17. Ocean Rain – 6:00

## Учасники запису
- Іен Маккаллох — вокал
- Уїлл Сарджент — гітара
- Стівен Бреннан — бас гітара
- Горді Гоуді — гітара
- Кері Джеймс — клавішні
- Ніколас Килрой — ударні